# Джон Трапп (баскетболіст)
Джон Квінсі Трапп (англ. John Quincy Trapp, нар. 2 жовтня 1945, Детройт, Мічиган, США) — американський професіональний баскетболіст, що грав на позиції важкого форварда за декілька команд НБА. Чемпіон НБА.

## Ігрова кар'єра
На університетському рівні грав за кілька команд ком'юніті коледжів, поки не перебрався до УНЛВ (1967–1968). 
1968 року був обраний у другому раунді драфту НБА під загальним 15-м номером командою «Сан-Дієго Рокетс». Професіональну кар'єру розпочав виступами за цю команду, захищав її кольори протягом наступних трьох сезонів.
З 1971 по 1972 рік грав у складі «Лос-Анджелес Лейкерс», де став чемпіоном НБА.
1972 року перейшов до «Філадельфія Севенті-Сіксерс», у складі якої провів наступний сезон своєї кар'єри.
Останньою ж командою в кар'єрі гравця стала «Денвер Рокетс» з АБА, до складу якої він приєднався 1973 року і за яку відіграв лише частину сезону.